# Strawberry Point, Iowa
Strawberry Point là một thành phố thuộc quận Clayton, tiểu bang Iowa, Hoa Kỳ. Năm 2010, dân số của thành phố này là 1279 người.

## Dân số
Dân số qua các năm:
- Năm 2000: 1386 người.
- Năm 2010: 1279 người.